# NGC 5514
NGC 5514 é uma galáxia espiral (Sab) localizada na direcção da constelação de Boötes. Possui uma declinação de +07° 39' 36" e uma ascensão recta de 14 horas, 13 minutos e 38,7 segundos.
A galáxia NGC 5514 foi descoberta em 26 de Abril de 1865 por Heinrich Louis d'Arrest.